# Kozielice (przystanek kolejowy)
Kozielice – nieczynny przystanek kolejowy w Kozielicach w województwie zachodniopomorskim, w Polsce.